# Maki Enjōji
Maki Enjōji (円城寺マキ Enjōji Maki?) es una historietista ('mangaka') japonesa, nacida en  Tokio (Japón) el 8 de septiembre. Su obra se está empezando a difundir fuera de Japón, habiéndose publicado algunos de sus trabajos más representativos, como Private Prince y Happy Marriage!?, en francés y en alemán, por las editoriales Kazé y TokyoPop Deutschland. Editorial Ivrea empezó a publicar Private Prince en español en agosto de 2011 y aún sigue en curso. Viz Media ha anunciado el próximo lanzamiento de Happy Marriage!? en inglés para el 6 de agosto de 2013.
Debutó en la revista mensual de josei Petit Comic de la editorial Shogakukan en la edición especial de abril de 2004, con la obra Fu Junai, que contenía 6 historias cortas. A partir de ese momento empezó a publicar todas sus obras hasta la fecha en esta revista, convirtiéndose en una de las autoras preferidas de las lectoras de la publicación y en una de las mangakas más leídas de la actualidad. Fu Junai también fue la primera obra de la autora que se publicó en Alemania, cuyo título se tradujo como Private Love Stories, en abril de 2009.
Actualmente está trabajando en la obra Dear Brother!, que se lanzó en octubre de 2011.
Sus obras destacan por su temática característica del josei manga, que trata las relaciones amorosas y sexuales entre hombres y mujeres adultos en clave humorística y dramática.
Sus aficiones son los gatos y viajar por todo el mundo.

## Obras
- 2004 Fu Junai（不・純愛）(One-shot)
- 2004 Atashi wa Sore o Gaman Dekinai (あたしはそれを我慢できない) (One-shot)
- 2004 Tsuiteru Kanojo (ツいてる彼女) (One-shot)
- 2005 Koisuru Heart de Taihoshite (恋するハートでタイホして) (One-shot)
- 2005-2009 Private Prince (プライベート・プリンス) (5 volúmenes)
- 2005 Sekai wa Bokura no Tameni! (世界はボクらのために!) (2 volúmenes)
- 2008 Yoru Café - My Sweet Knights（ヨルカフェ。）(3 volúmenes)
- 2009-2012 Hapi Mari 〜Happy Marriage!?〜 (犬夜叉) (10 volúmenes)
- 2012- Dear Brother! (ディア ブラザー!) (1 volumen – manga aún en publicación)